# Поповљане
Поповљане (алб. Popolan) је насељено место у Србији у општини Сува Река. Административно припада Косову и Метохији, односно Призренском управном округу. Према попису из 2011. године било је 274 становника.
Атар насеља се налази на територији катастарске општине Поповљане површине 259 ha.

## Историја
Први сачувани писани помен о овом селу је из 1465. године. Крајем 19. века руски конзул у Призрену посетио је ово село и сеоску цркву. Том приликом, покушао је да отклони насиље Арбанаса из суседног села који нису дозвољавали да Поповљанци врше своје православне обреде у цркви. На поповљанском гробљу се налазила црква Светог Николе која је подигнута и осликана 1626. године. Цркву су албански терористи потпуно уништили експлозивом у лето 1999. године.

## Демографија
Према попису из 1981. године у насељу већинско становништво су били Срби. Након рата 1999. године Срби су напустили насеље и све су им куће запаљене.
| Етнички састав према попису из 1981.‍ | Етнички састав према попису из 1981.‍ | Етнички састав према попису из 1981.‍ | Етнички састав према попису из 1981.‍ | Етнички састав према попису из 1981.‍ |
| ------------------------------------ | ------------------------------------ | ------------------------------------ | ------------------------------------ | ------------------------------------ |
|                                      |                                      |                                      |                                      |                                      |
| Срби                                 | Срби                                 |                                      | 233                                  | 97,5%                                |
| Албанци                              | Албанци                              |                                      | 6                                    | 2,5%                                 |
| Укупно: 239                          |                                      |                                      |                                      |                                      |

| Етнички састав према попису из 2011.‍ | Етнички састав према попису из 2011.‍ | Етнички састав према попису из 2011.‍ | Етнички састав према попису из 2011.‍ | Етнички састав према попису из 2011.‍ |
| ------------------------------------ | ------------------------------------ | ------------------------------------ | ------------------------------------ | ------------------------------------ |
|                                      |                                      |                                      |                                      |                                      |
| Албанци                              | Албанци                              |                                      | 274                                  | 100%                                 |
| Укупно: 274                          |                                      |                                      |                                      |                                      |

Број становника на пописима:
|             | \| Демографија[4] \| Демографија[4] \| Демографија[4] \| \| Година \| Становника \| Становника \| \| -------------- \| -------------- \| -------------- \| \| 1948. \| 290 \| \| \| 1953. \| 331 \| \| \| 1961. \| 385 \| \| \| 1971. \| 330 \| \| \| 1981. \| 239 \| \| \| 1991. \| 161 \| \| |            |
| Демографија | |            |
| Година      | Становника | Становника |
| 1948.       | 290 |            |
| 1953.       | 331 |            |
| 1961.       | 385 |            |
| 1971.       | 330 |            |
| 1981.       | 239 |            |
| 1991.       | 161 |            |